# 羽織愛
羽織 愛（はおり あい）は日本の実業家。子供英会話スクールSUNNY BUNNYバイリンガル育成スクールを運営する株式会社英語自在 (旧 SUNNY BUNNY Language Education 株式会社 )の代表取締役。NPO法人早期英語教育研究会(EEYC)の代表。東京都出身。拓殖大学大学院言語教育研究科卒業。英語教育学修士。中学校・高等学校英語科教員免許状(専修)の資格を持つ。

## 経歴
- 2013年 SUNNY BUNNY Language Education 株式会社を設立。
- 2019年 NPO法人早期英語教育研究会(EEYC)を設立。
- 2019年 ホリエモン祭 in Singaporeの実行委員長を務める。
- 2023年 株式会社英語自在に社名変更。

## 著書
2017年
- 『サニーバニー 子ども英語 基礎テキスト ２年目 オールカラー English for Kids』羽織愛, SUNNY BUNNY L.E. 著、関戸さやか イラスト（2017年1月、SUNNY BUNNY Language Education (株)、ISBN 4990918401）
- 『CD付 1日5分からの英語で子育て』羽織愛・山移玲著（2017年8月、すばる舎、ISBN 4799105876）

2018年
- 『Solar System [English for Kids: Advanced Level 1] サニーバニー子ども上級テキスト 太陽系の惑星（英語のみ）』羽織愛, SUNNY BUNNY L.E. 著、関戸さやか イラスト（2018年1月、SUNNY BUNNY Language Education (株)、ISBN 4990918444）
- 『サニーバニー 基礎テキスト ３年目 -動画対応- English for Kids』羽織愛, SUNNY BUNNY L.E. 著、関戸さやか イラスト（2018年1月、SUNNY BUNNY Language Education (株)、ISBN 4990918436）